# الولد الذكي (رسوم متحركة)
الولد الذكي (Pomysłowy Dobromir) سلسلة أفلام كرتونية بولندية تم إنتاجها بين عامي 1973-1975 تم إنتاج 20 حلقة مدة الحلقة الواحدة 10 دقائق من إخراج رومان هوسزو 
.